# Emmanuel Nzeté
 (mai 2022).
Emmanuel Nzeté est un haut fonctionnaire, homme politique et ancien délégué du gouvernement auprès de la communauté urbaine de la ville de Bafoussam au Cameroun.

## Biographie

### Carrière
Emmanuel Nzeté est représentant du gouvernement et délégué du gouvernement à la communauté urbaine de Bafoussam de 2009 à 2020. Il a été maire de 1987 à 1996 et sa collaboration avec Roger Tafam, maire de Bafoussam a été quelques fois conflictuelle,,,,. 
Il est un membre influent du parti RDPC, à Bafoussam,,,.
Il est aussi vice-président du conseil économique et social,.